# La Vacquerie
La Vacquerie település Franciaországban, Calvados megyében. Lakosainak száma 300 fő (2018. január 1.). La Vacquerie Caumont-l’Éventé, La Lande-sur-Drôme, Sallen, Sept-Vents, Biéville és Vidouville községekkel határos.

## Népesség
A település népességének változása:
| Lakosok száma | 324  | 275  | 265  | 300  | 298  | 290  | 299  | 301  | 301  | 300  |
|               | 1968 | 1975 | 1982 | 1990 | 1999 | 2011 | 2013 | 2015 | 2017 | 2018 |